# ابرخوشه کهکشانی مارافسای
ابرخوشه کهکشانی مارافسای یا ابرخوشه کهکشانی افیوچوس (به انگلیسی: Ophiuchus Supercluster) یک ابرخوشه کهکشانی بزرگ در کنار صورت فلکی مارافسای است. این ابرخوشه کهکشانی دیوار بیرونی منطقهٔ خالی مارافسای را تشکیل می‌دهد. همچنین ممکن است در یک رشته با Supercluster Pavo-Indus-Telescopium و ابرخوشه هرکولس متصل شود. این ابرخوشه در مرکز خوشه cD Ophiuchus Cluster قرار دارد و دست کم دو خوشهٔ کهکشانی دیگر، چهار گروه کهکشانی دیگر، و چندین کهکشان میدانی به عنوان اعضای خود دارد.

## خوشه‌ی فوق‌العاده‌ی اوفیوخوس: دریچه‌ای به اسرار کیهان
کیهان مملو از ساختارهای عظیم و شگفت‌انگیز است که هر یک از آنها می‌توانند درک ما از جهان را متحول کنند. یکی از این ساختارهای عظیم، خوشه‌ی فوق‌العاده‌ی اوفیوخوس (Ophiuchus Supercluster) است. این خوشه‌ی فوق‌العاده، یکی از بزرگ‌ترین و پرجرم‌ترین ساختارهای شناخته‌شده در جهان است که در صورت فلکی اوفیوخوس (مارافسای) قرار دارد. در این مقاله، به بررسی دقیق این خوشه‌ی فوق‌العاده، ویژگی‌های منحصر به فرد آن، فرضیه‌های علمی مرتبط با آن و اهمیت آن در مطالعات کیهان‌شناسی می‌پردازیم.

## معرفی خوشه‌ی فوق‌العاده‌ی اوفیوخوس
خوشه‌های فوق‌العاده (Superclusters) بزرگ‌ترین ساختارهای گرانشی در جهان هستند که از مجموعه‌ای از خوشه‌های کهکشانی، گروه‌های کهکشانی و کهکشان‌های منفرد تشکیل شده‌اند. خوشه‌ی فوق‌العاده‌ی اوفیوخوس در فاصله‌ی حدود ۴۰۰ میلیون سال نوری از زمین قرار دارد و یکی از عظیم‌ترین خوشه‌های فوق‌العاده‌ی شناخته‌شده است. این خوشه‌ی فوق‌العاده شامل چندین خوشه‌ی کهکشانی بزرگ، از جمله خوشه‌ی کهکشانی اوفیوخوس (Ophiuchus Cluster) است که خود یکی از پرجرم‌ترین خوشه‌های کهکشانی در جهان محسوب می‌شود.

## ویژگی‌های منحصر به فرد خوشه‌ی اوفیوخوس
- جرم فوق‌العاده: خوشه‌ی فوق‌العاده‌ی اوفیوخوس دارای جرمی معادل چندین کوادریلیون (۱۰^۱۵) برابر جرم خورشید است. این جرم عظیم باعث شده است که این خوشه‌ی فوق‌العاده به یکی از پرجرم‌ترین ساختارهای جهان تبدیل شود.

- فعالیت‌های شدید اخترفیزیکی: خوشه‌ی کهکشانی اوفیوخوس، که بخشی از این خوشه‌ی فوق‌العاده است، به دلیل فعالیت‌های شدید اخترفیزیکی، از جمله انتشار پرتوهای ایکس و وجود سیاه‌چاله‌های کلان‌جرم، مورد توجه دانشمندان قرار گرفته است.

- گازهای داغ و پرتوهای ایکس: مشاهدات تلسکوپ‌های پرتو ایکس، مانند چاندرا (Chandra X-ray Observatory)، نشان داده‌اند که خوشه‌ی اوفیوخوس دارای گازهای داغی است که دمای آنها به چندین میلیون درجه کلوین می‌رسد. این گازهای داغ، پرتوهای ایکس منتشر می‌کنند که اطلاعات ارزشمندی درباره‌ی ساختار و تکامل خوشه در اختیار دانشمندان قرار می‌دهند.

## فرضیه‌های علمی مرتبط با خوشه‌ی اوفیوخوس

### نقش خوشه‌ی اوفیوخوس در شبکه‌ی کیهانی
خوشه‌های فوق‌العاده مانند اوفیوخوس، بخشی از شبکه‌ی کیهانی (Cosmic Web) هستند. این شبکه‌ی عظیم از رشته‌های ماده‌ی تاریک و گازهای کیهانی تشکیل شده است که کهکشان‌ها و خوشه‌های کهکشانی را به هم متصل می‌کنند. فرضیه‌های جدید نشان می‌دهند که خوشه‌ی اوفیوخوس ممکن است در تقاطع چندین رشته‌ی کیهانی قرار داشته باشد، که این موضوع می‌تواند دلیل جرم فوق‌العاده‌ی آن را توضیح دهد.

### سیاه‌چاله‌های کلان‌جرم و فعالیت‌های اخترفیزیکی
یکی از جذاب‌ترین فرضیه‌ها درباره‌ی خوشه‌ی اوفیوخوس، وجود سیاه‌چاله‌های کلان‌جرم در مرکز کهکشان‌های آن است. این سیاه‌چاله‌ها ممکن است با بلعیدن مواد اطراف خود، انرژی عظیمی را به شکل پرتوهای ایکس و جت‌های نسبیتی آزاد کنند. این پدیده‌ها می‌توانند نقش مهمی در تکامل خوشه و کهکشان‌های عضو آن ایفا کنند.

### ماده‌ی تاریک و ساختار خوشه
ماده‌ی تاریک، که حدود ۸۵٪ از ماده‌ی جهان را تشکیل می‌دهد، نقش کلیدی در تشکیل و تکامل خوشه‌های فوق‌العاده مانند اوفیوخوس دارد. فرضیه‌ها نشان می‌دهند که توزیع ماده‌ی تاریک در این خوشه‌ی فوق‌العاده ممکن است غیرمعمول باشد و این موضوع می‌تواند سرنخ‌هایی درباره‌ی ماهیت ماده‌ی تاریک در اختیار دانشمندان قرار دهد.

## اهمیت خوشه‌ی اوفیوخوس در مطالعات کیهان‌شناسی
خوشه‌ی فوق‌العاده‌ی اوفیوخوس به دلیل جرم عظیم و فعالیت‌های اخترفیزیکی شدید، یکی از مهم‌ترین اهداف برای مطالعات کیهان‌شناسی است. مطالعه‌ی این خوشه‌ی فوق‌العاده می‌تواند به دانشمندان کمک کند تا:
- ساختار و تکامل شبکه‌ی کیهانی را بهتر درک کنند.

- نقش ماده‌ی تاریک در تشکیل ساختارهای عظیم کیهانی را بررسی کنند.

- فرآیندهای اخترفیزیکی مرتبط با سیاه‌چاله‌های کلان‌جرم و گازهای داغ را مطالعه کنند.

خوشه‌ی فوق‌العاده‌ی اوفیوخوس یکی از شگفت‌انگیزترین ساختارهای کیهانی است که مطالعه‌ی آن می‌تواند درک ما از جهان را به طور قابل توجهی بهبود بخشد. با پیشرفت فناوری‌های رصدی و ابزارهای علمی، امیدواریم در آینده‌ای نزدیک به اسرار بیشتری درباره‌ی این خوشه‌ی عظیم و نقش آن در شبکه‌ی کیهانی پی ببریم.